# Богородское сельское поселение (Ивановская область)
Богоро́дское сельское поселение — муниципальное образование в составе Ивановского района Ивановской области России. 
Центр — село Богородское.

## История
Богородское сельское поселение образовано 25 февраля 2005 года в соответствии с Законом Ивановской области № 40-ОЗ.

## Население
| 2002  | 2010  | 2011  | 2012  | 2013  | 2014  | 2015  |
| ----- | ----- | ----- | ----- | ----- | ----- | ----- |
| 4272  | ↗4475 | ↘4471 | ↗4489 | ↘4426 | ↗4446 | →4446 |
| 2016  | 2017  | 2018  | 2019  | 2020  | 2021  |       |
| ↗4575 | ↘4571 | ↘4539 | ↘4489 | ↗4500 | ↗4583 |       |

## Состав сельского поселения
| №  | Населённый пункт                 | Тип населённого пункта       | Население  |
| -- | -------------------------------- | ---------------------------- | ---------- |
| 1  | Афанасово                        | деревня                      | ↗865       |
| 2  | Богородское                      | село, административный центр | ↘2969      |
| 3  | Бяково                           | деревня                      | ↘44        |
| 4  | Железнодорожной станции Строкино | деревня                      | 52         |
| 5  | Никольское                       | село                         | ↘85        |
| 6  | Новино                           | деревня                      | 25         |
| 7  | Подталицы                        | деревня                      | ↘76        |
| 8  | Рюмкино                          | деревня                      | 0          |
| 9  | Светлый Луч                      | деревня                      | 262        |
| 10 | Сергиевское                      | деревня                      | ↘16        |
| 11 | Скалозубка                       | деревня                      | 64 Черново |
| 12 | Четверкино                       | деревня                      | 7          |
| 13 | Юриково                          | деревня                      | ↘10        |